# Ectoneura victoriae
Ectoneura victoriae är en kackerlacksart som beskrevs av Morgan Hebard 1943. Ectoneura victoriae ingår i släktet Ectoneura och familjen småkackerlackor. Inga underarter finns listade i Catalogue of Life.